# 머루
머루(Vitis coignetiae)는 포도속 식물이다. 왕머루에 비해 잎 뒷면에 거미줄 같은 갈색 털이 있는 점이 다르다. 열매는 생으로 먹을 수 있고, 술을 담가 먹기도 하며 이를 위해 대량으로 재배하기도 한다.

## 특징
잎은 넓고 직경이 15~30cm이다. 잎의 색깔은 처음에는 녹색이고 가을에 빨간색으로 변한다.

## 같이 보기
- 포도